# Jean Gouttier
Le vice-amiral Jean Gouttier, né le 12 février 1910 à Court-Saint-Etienne et mort le 19 août 1993 à Rueil-Malmaison, est un officier de marine français.